# Локалита Вја Терлици (Бари)
Локалита Вја Терлици (итал. Località Via Terlizzi) је насеље у Италији у округу Бари, региону Апулија.
Према процени из 2011. у насељу је живело 21 становника. Насеље се налази на надморској висини од 93 м.